# Калидн
Кали́дн (др.-греч. Κάλυδνος) — в древнегреческой мифологии сын Урана, первый царь Фив, предшественник Огига, который окружил Фивы стеной с башнями, в связи с чем Фивы в ряде источников назвались Калидной. «Башню Калидна» упоминает Ликофрон. Согласно другой версии, стены Фив построили много позднее Амфион и Зеф.